# Трифилия (дим)
Трифили́я (греч. Δήμος Τριφυλίας) — община (дим) в Греции в юго-западной части полуострова Пелопоннеса в периферийной единице Месинии в периферии Пелопоннес. Население 27 373 жителя по переписи 2011 года. Площадь 616,019 квадратного километра. Плотность 44,44 человека на квадратный километр. Административный центр — Кипарисия. Димархом на местных выборах 2014 года избран Панайотис Кацивелас (Παναγιώτης Κατσίβελας).
Создана в 2011 году по программе «Калликратис» при слиянии упразднённых общин Аетос, Авлон, Гаргальяни, Кипарисия и Филиатра, а также сообщества Трипила.
Название получила по Трифилии, южной области Элиды. В общину входит остров Проти.

## Административное деление

Административное деление общины:
1 — Кипарисия
2 — по часовой стрелке: Авлон, Аетос, Трипила, Филиатра, Гаргальяни

Община (дим) Трифилия делится на 6 общинных единиц.